# Anadiplose
Anadiplose (Do gr. anadíplosis, pelo lat. anadiplose) é a figura de linguagem que consiste na repetição da última palavra ou expressão de uma oração ou frase no início da seguinte, com intenção de realce. Existem dois tipos de anadiplose: oblíqua e cárnea.

## Oblíqua
Onde a anadiplose pode se repetir entre duas frases verbais e/ou não verbais.

## Cárnea
Onde a anadiplose se repete em apenas uma frase.
Exemplos:
- "Todo pranto é um comentário. Um comentário que amargamente condena os motivos dados."
- "Pede-se aos senhores a aplicação da justiça. Justiça que outra coisa não é senão a razão do Direito."
- "Só depois de me fazer isto é que chorei. Chorei todas as lágrimas que tinha em mim."